# بروک آلیسون
بروک آلیسون (به انگلیسی: Brooke Allison) (زاده ۲۶ سپتامبر ۱۹۸۶) خواننده آمریکایی است.